# Gdański Stadion Lekkoatletyczny i Rugby
Gdański Stadion Lekkoatletyczny i Rugby – wielofunkcyjny stadion w Gdańsku (w dzielnicy Strzyża), w Polsce. Obiekt może pomieścić 924 widzów. Swoje spotkania rozgrywają na nim rugbyści klubu Lechia Gdańsk, a także piłkarki zespołu APLG Gdańsk.
Dawniej obiekt przy alei Grunwaldzkiej był znany jako stadion Gdańskiego Ośrodka Kultury Fizycznej (GOKF). W latach 2015–2016 przeszedł gruntowną modernizację, w trakcie której powstały m.in. nowe trybuny, oświetlenie i ośmiotorowa, tartanowa bieżnia lekkoatletyczna. 